# Joseph Durand
Cet article possède des paronymes, voir Josep Duran et Joseph Alexandre Jacques Durant de Mareuil.
Pour les articles homonymes, voir Durand.
Joseph Durand est un homme politique français né le 8 mai 1849 à Pradelles (Haute-Loire) et décédé le 17 octobre 1925 à Langogne (Lozère).
Docteur en droit, il est avocat au barreau de Paris, il est nommé juge en Algérie de 1884 à 1888. En 1892, il est conseiller général du canton de Pradelles et maire de Saint-Étienne-du-Vigan. Il est député de la Haute-Loire de 1902 à 1914, siégeant au centre, comme républicain progressiste.